# Star Trek: Voyager – Elite Force
Star Trek: Voyager – Elite Force ist ein im Jahr 2000 veröffentlichtes US-amerikanisches Computerspiel, das von Raven Software entwickelt und von Activision vertrieben wurde. Es handelt sich um einen Ego-Shooter, der im Star-Trek-Universum angesiedelt ist. Der Spieler ist Mitglied eines kampferprobten Einsatzteams auf der USS Voyager. Mit Star Trek: Elite Force II existiert ein Nachfolger.

## Handlung
Wegen der Gefahren, die der Delta-Quadrant für die Besatzung der USS Voyager bereithält, hat Sicherheitschef Tuvok ein sogenanntes Hazard-Team aufgestellt, das eine gezielte Kampfausbildung besitzt und in besonders gefährlichen Situationen zum Einsatz kommen soll. Während das Team ein Holodeck-Training durchführt, um die Infiltration eines Borg-Kubus zu simulieren, ertönt der rote Alarm: Die Voyager wird von einem fremden Schiff angegriffen und wird durch dessen Zerstörung von einer Schockwelle erfasst und in unbekanntes Gebiet teleportiert, in dem bereits eine Vielzahl beschädigter und antriebsloser Raumschiffe umhertreibt.
Durch einen Außeneinsatz auf einem dieser Schiffe kann das Hazard-Team weitere Informationen zur Situation liefern: Dominiert wird das Gebiet von einer großen, als „Die Schmiede“ bezeichneten Raumstation, welche durch ein Energiefeld all die entführten Raumschiffe festhält. Kurz darauf muss die Besatzung einen Angriff auf die Voyager abwehren: Eine Gruppe Scavenger hat das Schiff geentert und raubt die Vorräte. Bei den Plünderern handelt es sich um einen Zusammenschluss verschiedener Spezies (u. a. Menschen, Klingonen und Malon), die gemeinsam die anderen Schiffe überfallen, um zu überleben. Nach der erfolgreichen Abwehr werden mehrere Teams heimlich in die Basis der Scavenger eingeschleust, um von dort die seltene Substanz Isodesium zu beschaffen. Mit dieser wäre es der Voyager möglich die Auswirkungen des Energiefeldes zu neutralisieren. Das Isodesium kann geborgen werden, doch gerade als das Hazard-Team sich zurückbeamen will, erscheinen mehrere Borg-Drohnen und nehmen das Isodesium an sich. Das Hazard-Team ist daher gezwungen, das Borg-Schiff zu infiltrieren und die Substanz zurückzuholen, was auch gelingt.
Zurück auf der Voyager droht rasch die nächste Gefahr: Ein Harvester-Raumschiff nähert sich von der Schmiede aus. Diese Schiffe attackieren die gestrandeten Raumschiffe und rauben deren Material (auch biologisches), um damit die noch unvollendete Schmiede fertigzustellen. Um das Schiff aufzuhalten, wird das Hazard-Team zu einem ebenso in der Anomalie gestrandeten Dreadnought-Schiff, einer gigantischen Waffe, geschickt, um diese zu aktivieren und damit das angreifende Harvester-Schiff zu beschießen. Dies gelingt auch, jedoch gelangen einige Harvester an Bord und können nur mit vereinten Kräften besiegt werden.
Da die Moral der Besatzung immer weiter sinkt, beschließt Captain Janeway, mit einem Gegenschlag aufzuwarten: Das Hazard-Team nutzt das gestoppte Harvester-Schiff, um sich damit zur Schmiede bringen zu lassen und die Anlage zu sabotieren. Sie stoßen im Inneren der noch nicht vollständig gebauten Station auf eine große Anzahl von Brutvorrichtungen, in denen Kreaturen herangezüchtet werden. Eine Stimme nimmt telepathisch mit dem Team Kontakt auf: Die fremde Spezies bezeichnet sich als Vohrsoth und die hier errichtete Schmiede soll lediglich die erste von vielen sein. Die hier gezüchteten Kreaturen, aus verschiedenen erbeuteten Spezies genetisch zusammengestellt, stellen eine überlegene Krieger-Rasse dar, mit denen die Vohrsoth schließlich die gesamte Galaxie erobern wollen. Dem Team gelingt es, den Energiekern der Schmiede zu zerstören, womit das Energiefeld, das bislang alle Schiffe festhält, zusammenbricht.
Das Team soll anschließend auf die Voyager zurückkehren, um den Ort schnellstmöglich zu verlassen. Team-Führer Alexander Munro (alternativ: Alexandra Munro) widersetzt sich jedoch dem Befehl, nachdem der Anführer der Vohrsoth telepathisch verkündet hatte, dass dieser Sieg nichts bedeute und bald eine neue Schmiede gebaut werde. Munro befürchtet, dass genau dies tatsächlich der Fall sein wird, wenn sie nun sich entfernen, und der geplante Eroberungsfeldzug nur aufgeschoben wird. Er spürt daher im Alleingang den Vohrsoth-Anführer auf. Munro erfährt von diesem, dass eine als „die Alten“ bezeichnete Spezies einst die Vohrsoth geschaffen hatten, um die Eroberung der Galaxie einzuleiten. Munro versucht argumentativ die Kreatur von ihrem Vorhaben abzuhalten, indem er sagt, dass alles bereits mehr als 1.000 Jahre her ist und womöglich die Alten lediglich die Galaxie erforschen wollten, im Laufe der Zeit die eigentlichen Missionsziele aber verloren gegangen seien. Die Kreatur lässt sich jedoch nicht umstimmen und wird schließlich im Kampf von Munro getötet. Dieser wird zurück auf die Voyager gebeamt, kurz danach explodiert die gesamte Schmiede. Eine erneute Subraum-Welle erfasst die Voyager und diese wird zurück in den Raum versetzt, woher sie gekommen ist – allerdings nun einige Monate näher am Ziel ihrer Reise.
Die während der Missionen getöteten Mitglieder des Hazard-Teams und der restlichen Besatzung werden beigesetzt und Fähnrich Munro zum Lieutenant befördert. Janeway erwähnt gegenüber Tuvok, dass dieser Vorfall die Vorzüge eines Hazard-Teams gezeigt habe und die Sternenflotte nach ihrer Rückkehr Interesse daran haben könnte, diese Idee für weitere Raumschiffe im Alpha-Quadranten zu übernehmen.

## Hintergrund
Bei Chell und Jurot handelt es sich um die einzigen Charaktere des Hazard Teams, die nicht eigens für das Spiel erfunden wurde, sondern bereits in der Serie vereinzelt als Nebenrolle zu sehen waren.
In der ursprünglichen Version, wie sie auf den Markt gekommen war, wurde Seven of Nine nicht von Jeri Ryan synchronisiert, Joan Buddenhagen übernahm dies. Mit einem später erschienenen Patch konnte deren Stimme jedoch durch die von Ryan ersetzt werden.

## Rezeption
Elite Force passe sich perfekt ins Universum von Star Trek: Voyager und wirke wie eine verschollene Doppelfolge der TV-Serie. Zahlreiche bekannte Crew-Mitglieder und Spezies haben Gastauftritte. Das Spiel sei purer Fanservice. Die Spielzeit sei kurz, die Levels jedoch abwechslungsreich. Das Spiel besteche durch seine Atmosphäre und sei deutlich spannender als die Fernsehvorlage. Die Präsentation sei umwerfend. Lediglich seien die Animationen etwas hölzern. Action und ruhige Momente ergänzen sich gut. Elite Force sei der beste Star Trek Titel seit Jahren. Der Mehrspielermodus könne sich nicht mit Unreal Tournament messen.
Auf der PlayStation 2 sei der Spieler mit unzeitgemäß verwaschenen Texturen, kantigen 3D-Modellen und ständigen Einbrüchen der Bildrate konfrontiert. Zudem sei die Steuerung sehr träge.

## Erweiterung
Das zum Spiel veröffentlichte Expansion Pack ermöglichte es dem Spieler zusätzlich, alle Decks der Voyager zu erforschen, zudem wurden einige neue Mehrspieler-Karten hinzugefügt.

## Comic-Adaption
Zum Videospiel wurde von WildStorm im selben Jahr ein Comic mit dem Titel Elite Force herausgegeben, dessen Handlung zwar stark auf dem Spiel fußt, allerdings bestehen inhaltliche Abweichungen gegenüber dem Original. Einige Abschnitte des Spieles wurden für diese Umsetzung völlig gestrichen, etwa die Begegnung mit den Etherianern, die Infiltration der Scavanger-Basis, der Kampf gegen Spezies 8472 oder die Dreadnought-Mission. Diese Lücken werden durch die stärkere Verwendung der Borg im Comic ausgefüllt. Der Comic greift nur die Kern-Mitglieder des Teams auf, die zweite Reihe hingegen wurde nicht für die Adaption übernommen.
Entsprechend dazu fallen die Unterschiede zwischen Spiel und Comic aus: Die Borg stehlen dem Team nicht das Isodesium, sondern beamen sich auf die Voyager und rauben einige technische Geräte, die sie für ihr Schiff benötigen. Lieutenant Foster wird im Comic von den Borg assimiliert, überlebt in dieser Form allerdings am Ende. Die Borg helfen dort beim Finale der Voyager-Crew, die Schmiede zu vernichten. In der anfänglichen Holodeck-Simulation scheitert Munro nicht daran, dass er überstürzt und unbedacht handelt und auf eine Konsole schießt, sondern bringt es nicht fertig, das Feuer auf seine inzwischen assimilierten Team-Kollegen zu eröffnen. Ebenso wird im Comic die Leistung des gesamten Teams während der Assimilation als sehr schlecht bezeichnet, während im Spiel lediglich Munro kritisiert wurde. Biessman stirbt nicht bei der Abwehr einer gegnerischen Übermacht, sondern wird von einer Kreatur getötet, als er leichtfertig eine Glastube zerstörte, in der diese sich befand. Die Macht hinter der Schmiede bezeichnet sich im Spiel als Vohrsoth, im Comic wird hingegen von Tarlos gesprochen, beide Spezies unterscheiden sich optisch deutlich voneinander. Eilen im Spiel beim Endkampf die Etherianer Munro zur Hilfe, sind es im Comic hingegen die Borg.